# Vojnjagovo
Vojnjagovo (bulgariska: Войнягово) är ett distrikt i Bulgarien.   Det ligger i kommunen Obsjtina Karlovo och regionen Plovdiv, i den centrala delen av landet, 120 km öster om huvudstaden Sofia.
Trakten runt Vojnjagovo består till största delen av jordbruksmark. Runt Vojnjagovo är det ganska tätbefolkat, med 58 invånare per kvadratkilometer.